# Botač
Botač  (italijansko Bottazzo oz. Botazzo) je vasica na koncu doline Glinščice med Steno in Krasom na nadmorski višini 200 m. Ima okoli 20 prebivalcev. V kraju stoji stara mitnica na meji s Slovenijo.
Botač je od Gornjega Konca (Grn' konc) oddaljen 1,9 km, od Trsta pa 13 km.
Do leta 2000 je bilo do te vasi mogoče priti le peš. Gostilna na koncu doline je vrsto let privabljala številne obiskovalce v kraj, katerega nastanek je povezan s številnimi sicer danes opuščenimi mlini, ki so bili posejani po dolini med srednjim vekom in sredino 20. stoletja. 